# Белоколодский Спасо-Преображенский монастырь
Белоколодский Спасо-Преображенский монастырь — несохранившийся православный мужской монастырь, располагавшийся на территории исторического города Белоколодск; в настоящее время территория сёл Пады и Крутогорье Липецкой области. Постройки монастыря не сохранились.

## История монастыря
Белоколодский Спасо-Преображенский монастырь в городе Белоколодск малоизвестен, хотя и просуществовал более века. Малочисленный по числу братии и небогатый, его даже не было в описании монастырей Воронежской епархии. Тем не менее, на его существование указывают некоторые исторические документы и архивные справки.
Начало его основания точно не установлено, датируется примерно серединой шестнадцатого столетия или ранее. В прошении Преосвященному Иоаникию Воронежскому, в 1731 года о восстановлении обители, жители города Белоколодск указывают, что монастырь был построен обещаниями и на средства дедов и отцов их. Из-за малого числа братии и недостаточности средств к содержанию, монастырь этот управлялся строителями-иеромонахами. Первым известным строителем-иеромонахом был Симеон с 1701 по 1704 годы. В 1718 году уже упоминается строитель игумен Филарет, его имя вписано в метрические книги жителей Белоколодска и слободы Крутогорская. Существует также запись № 57 в Толшевской духовной книге 1 от 26 апреля 1701 года, указ строителю чёрному священнику Антонию от Преосвященного Митрофана епископа Воронежского о принятии в монастырь свой старца пчельника из села Песковатки для дальнейшего пострижения и принятии его имущества. Следующим после Филарета строителем и преемником по настоятельству был иеромонах Тихон. Упоминается в документах с 1719 по 1722 годы.
В силу духовного регламента изданного в 1720 году, Белоколодский монастырь, как малочисленный должен был быть объединён с другим такого же плана и вследствие этого был приписан к Спасо-Преображенскому Толшевскому монастырю, но несмотря на это монастырь имел своего настоятеля, строителя иеромонаха Савватия, (упоминается 1724 годом). В свою очередь Толшевский Спасо-Преображенский монастырь, также как и Белоколодский был малочисленный и его предлагалось объединить с Акатовым монастырём Воронежа. Но предприимчивый и энергичный строитель Толшевского монастыря иеромонах Никифор сумел отстоять самостоятельность своей обители и более того хлопотал о присоединении Акатова монастыря к Толшевскому. О чём и посылал прошение в Московскую канцелярию Священного Синода. Помимо этого Никифор, для устранения возможности приписки своей обители к Белоколодской, (пользуясь скорее всего временным отсутствием настоятелей в Белоколодской обители), решил продать имущество Белоколодского монастыря, а братию перевести в свой монастырь Толшевский. За монастырь вступились местные жители и настояли на восстановлении его на прежнем месте.
В 1732 году из духовного приказа был дан указ о возвращении Никифором имущества взятого из Белоколодского монастыря. Строителем восстановленной обители был назначен игумен Тихон, (не исключено, что это тот строитель Тихон что прежде упоминался с 1719 по 1721 годы). Несмотря на все старания строителей к 1744 году в Белоколодском монастыре оставалось только три человека из братии. Строитель, казначей и иеромонах. Настоятелем обители в это время был иеромонах Венедикт. А к 1750 году и Венедикт перешёл в Лысогорский Троицкий монастырь. Его преемником был иеромонах Илларион. Илларион умер 16 ноября 1754 года и делами монастыря стал заведовать казначей иеромонах Дорофей. Но строителем монастыря скорее всего назначен не был ни кто. Со временем постройки монастыря ветшали и разрушались несмотря на попытки благотворителей привести церковь и иные постройки в надлежащий вид и порядок. Одной из благотворительниц к примеру, упоминается дворянка Параскева Антонова Васильевская, (тёща Ксизовского помещика Алексея Ивановича Бехтеева), в своём завещании просившая своих близких на её средства возобновить постройки в монастыре. Исполнителем её воли по доверенности Бехтеева был дворовый Филипп Федоров.
В июне 1756 года Федорову было дано разрешение от Преосвященного Феофилакта на восстановление и ремонт обветшалых строений. Не известно было ли что-либо построено или отремонтировано в обители. Но скорее всего, все же, нет. Тем более что и братией обитель обветшала так, что к 1758 году в ней остался один только схимомонах Лазарь. Умер этот последний и единственный обитатель Белоколодского монастыря, и обитель закончила своё существование, вероятнее всего не дождавшись секуляризационной реформы 1764 года.

## Строители и настоятели
- Антоний (упом. 1701 г.)
- Симеон (упом. 1701—1704 г.г.)
- Филарет (упом. 1718 г.)
- Тихон (упом. 1719—1722 г.г.)
- Савватий (упом. 1724 г.)
- Тихон (упом. 1732 г.)
- Венедикт (упом. 1744—1750 г.г.)
- Илларион (упом. 1750—1754 г.г.)
- Дорофей (упом. 1754 г.)
- Лазарь (упом. 1758 г.)